# سد نگارستان
سد نگارستان (کبود وال) بر روی رودخانه رودخانه قره‌سو (زین‌گل) و در کنار جنگل کبودوال در نزدیکی شهر علی‌آباد کتول و در 45 کیلومتری شرق شهر گرگان در استان گلستان قرار دارد.

## مشخصات سد
سد کبودوال از نوع خاکی همگن در سال ۱۳۹۲ با ارتفاع حداکثر از پی ۳۳ متر، طول تاج در ۱۳۷۰ متر، عرض تاج ۱۰ متر، عرض سرریز ۵ متر، حداکثر ارتفاع از پی ۳۳ متر، حجم مفید مخزن ۱۷ میلیون متر مکعب آبگیری و بهره‌برداری شد. حجم آب قابل تنظیم سالانه توسط این سد حدود ۵۷ میلیون متر مکعب در سال می‌باشد.
- سیمای این طرح بر اساس انتقال و ذخیره‌سازی جریان رودخانه قره سو زرینگل درخارج از بستر آن (ذخیره‌سازی خارج از بستر اصلی Off Stream Reservoir)، در پشت سد کبودوال شکل گرفته‌است.

## مشخصات رودخانه
آب سد نگارستان یا کبودوال از دو منبع تأمین می‌شود. یکی از طریق سد انحرافی بر روی رود زرین گل (قره سو) با ۲٫۵ کیلومتر کانال و ۳۰۰ متر تونل و دیگری آب آبشار کبودوال می‌باشد.

## اهداف ساخت سد
- اهداف طرح شامل تأمین نیاز آب کشاورزی شبکه آبیاری قره سو، تأمین آب شرب شهر علی‌آباد و همچنین ایجاد فضای گردشگری می‌باشد.